# Maria Ana de Bourbon, Duquesa de Vendôme
Maria Ana de Bourbon, Duquesa d Vendôme (em francês:  Marie Anne de Bourbon, Duchesse de Vendôme; 24 de fevereiro de 1678 – 11 de abril de 1718) era uma nobre francesa, pertencente à Casa de Bourbon-Condé e, como tal, Princesa de sangue por nascimento. 
Foi Duquesa de Vendôme por casamento e, ao ficar viúva, Duquesa de Étampes suo jure.

## Biografia
Nascida em Paris em 1678, era a nona criança nascida do casamento dos pais, Henrique Júlio, Príncipe de Condé, e Ana Henriqueta da Baviera, condessa platina de Simmern. Na sua juventude era conhecida por Mademoiselle de Montmorency, tratamento derivado de um dos títulos do seu avô paterno. O pai, na altura Duque de Bourbon e Primeiro príncipe de Sangue, era o filho mais velho sobrevivente do Grande Condé. 
Maria Ana nasceu e viveu no Hôtel de Condé, em Paris, onde o pai era violento quer para ela quer para a sua mãe e frequentemente agredia-as. Maria Ana foi uma das últimas irmãs a casar. Em 1704, o pai queria casá-la com Fernando Carlos I Gonzaga, Duque Soberano de Mântua e de Monferrato, mas a proposta não se consumou e Fernando Carlos acabou por casar com Suzana Henriqueta de Lorena, conhecida por Mademoiselle d'Elbeuf.
Com a ajuda de sua irmã, Luísa Benedita, duquesa de Maine, e sem a autorização de sua mãe (o pai e o irmão já tinham morrido nessa altura), Maria Ana viria a casar com um primo distante, o general Luís José, Duque de Vendôme, um bisneto do rei Henrique IV de França e da sua amante Gabrielle d'Estrées, conhecido pelas suas aventuras homossexuais. A cerimónia de casamento realizou-se a 21 de maio de 1710 na capela do Castelo Sceaux, residência de Luísa Benedita e do marido, Luís Augusto de Bourbon, Duque de Maine.
Embora a Princesa viúva de Condé (mãe de Maria Ana) não tivesse sido informada previamente do casamento, ela esteve presente na Cerimónia do Deitar, em Sceaux, juntamente com Luís Henrique, Duque de Bourbon; a sua mulher Maria Ana de Bourbon; a Princesa viúva de Conti, irmã da noiva, e os seus filhos, Luís Armando II, Príncipe de Conti; e Luísa Adelaide de Bourbon, Mademoiselle de La Roche-sur-Yon. Presentes também estiveram os Duques de Maine (irmã e cunhado da noiva) com os seus filhos Luís Augusto, Príncipe de Dombes e Luís Carlos, Conde d'Eu.
Dois dias depois do casamento, o noivo, o Duque de Vendôme, deixou a sua mulher em Sceaux e retirou-se para o Castelo d'Anet. Ele deixou-lhe o título e as propriedades do Ducado de Étampes. Quando Maria Ana morreu, esse património foi herdado por sua sobrinha, Luísa Isabel de Bourbon, princesa de Conti. O seu casamento não produziu qualquer descendência. Luís José morreu em 1712. Em 1714 Maria Ana iniciou melhoramentos e ampliações no Hôtel de Vendôme, em Paris, onde ela veio a falecer, em 1718, com 40 anos. Foi sepultada no convento Carmelita de Faubourg Saint-Jacques, em Paris.

## Títulos e tratamentos
- 24 de fevereiro de 1678 – 21 de maio de 1710 Sua Alteza Sereníssima Mademoiselle de Montmorency[4]
- 21 de maio de 1710 – 11 de Junho de 1712 Sua Alteza Sereníssima a Duquesa de Vendôme
- 11 de junho de 1712 – 11 de abril de 1718 Sua Alteza Sereníssima a Duquesa viúva de Vendôme